# リチャード・クエスト
リチャード・オースティン・クエスト（Richard Austin Quest、1962年3月9日 - ）は、イングランドのリヴァプール出身のジャーナリスト。CNNインターナショナルの番組に出演している。大袈裟な表情で悪声を発しながら派手な身振り手振りでレポートする、非常にアクの強い奇人変人キャラで知名度を上げた。
CNNの『ビジネス・トラベラー』、『クエスト』などのホストを務めており、CNN以外では2015年にABCのクイズ番組のホストを務めたことがある。それ以前にはBBCにも勤務していた。
2008年4月15日、ニューヨークのセントラルパークにおいて覚せい剤所持のため逮捕され、約1年間謹慎した。
CNNのビジネス旅行向け番組（ビジネストラベラー）の関係で航空業界に一番強いCNNアンカーのため、航空事故が起こったり旅客機のネタになるとクエストが出演するケースが増えている。
私生活に於いてはゲイであることをカミングアウトしており、ユダヤ系であることによって想定されるアラブ人からの嫌がらせを不安に思い、2006年にアルジャジーラからの移籍のオファーを断ったことを明かしている。